# Турчаниновы
Турчани́новы — дворянский род турецкого происхождения родом из Османской империи.

## Представители рода
Турчанинов Григорий воевода в Алексине (1619).

### Санкт-Петербургские
Турчанинов, Александр Александрович по именному указу императора Петра III (22 января 1762) пожалован рангом полковника и Его Величества обер-камердинером и возведён в дворянское Всероссийской империи достоинство; а (19 декабря 1796) по указу государя императора Павла I в пожалованном ему дворянском достоинстве с рождёнными от него и впредь рождаемыми законными детьми и их потомками подтверждён, и на сие достоинство (19 января 1797) пожалован дипломом, с коего копия хранится в герольдии. Его дети: Пётр и Павел — ротмистры 3-го гусарского Елисаветградского полка (1798). Турчанинова Анна Александровна (1774—1848) — поэтесса.
Турчаниновъ, Пётр Иванович (Новая-Ладога, 1784) — предводитель Санкт-Петербургского дворянства.

### Уральские

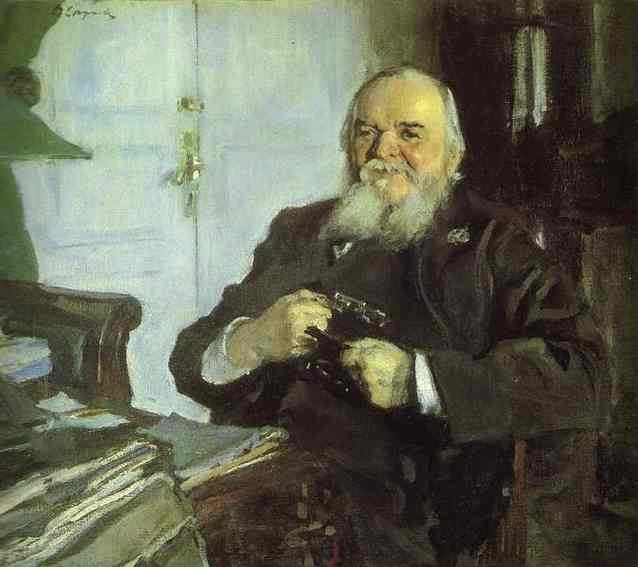
Серов, Валентин Александрович. Портрет А. Н. Турчанинова

Другая линия Турчаниновых в XVIII веке была связана с успешным уральским заводчиком Алексеем Фёдоровичем Турчаниновым (1704—1787), получившим от Екатерины II в 1783 году титул потомственного дворянина Российской империи. Одна из его дочерей — Надежда Алексеевна (1778—1850) — вышла замуж (1798) за М. К. Ивелича — сербского графа (венецианско-черногорского происхождения) на русской военной службе; один из их сыновей, Николай Маркович Ивелич (1797—1875), полковник гвардии Русской армии, получил в 1874 году высочайшее дозволение о признании в русском дворянском сословии потомственного сербского графского титула, стал русским графом Николаем Ивеличем. Жалованная в герб цапля являлась клеймом на заводских изделиях и впоследствии вошла в герб города Сысерть и Сысертского района.

### Смоленские
В Смоленской ветви рода: у священника Пётра Ивановича Турчанинова (1779—1856) было два сына, Николай (1803—1859) и Андрей (1807—1862). Они были внесены в 1-ю часть дворянской родословной книги в 1831 году. Сыновья Николая Петровича: Александр Николаевич Турчанинов (1838—1907) и Иван Николаевич Турчанинов (1840—1910)

### Курские и Воронежские
Турчанинов, Степан Иванович — предводитель Воронежского дворянства (Ливенск. 1795)
Турчаниновы — Курская губерния (c 1839), город Короча и другие имения.
- Турчанинов, Фёдор Евграфович (1877—1959) — русский полковник, старший инспектор железнодорожных войск, с 1920-х годов жил в Харбине.

## Описание гербов

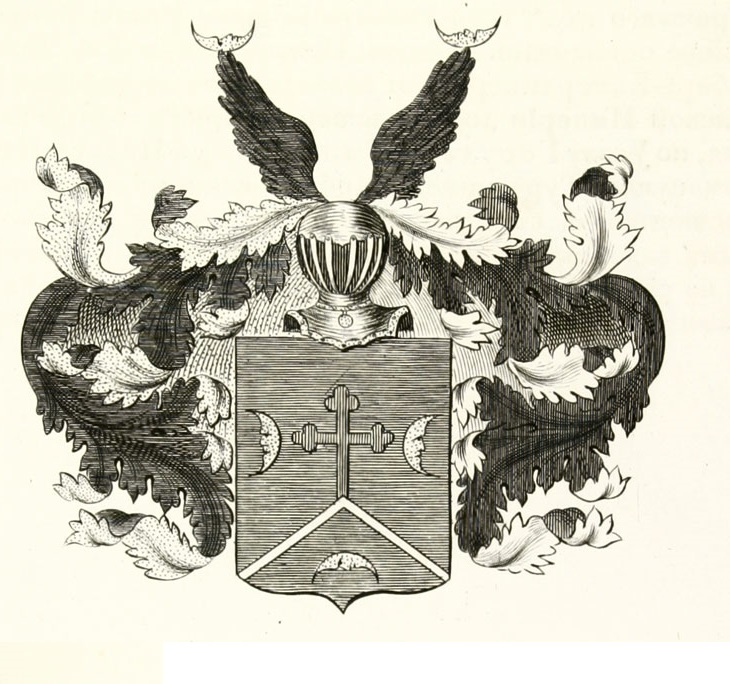

#### Герб Турчаниновых 1785 г.
В Гербовнике Анисима Титовича Князева 1785 года имеется изображение двух печатей с гербами представителей рода Турчаниновых:
1. Герб Александра Александровича Турчанинова: в синем поле щита, в середине, изображены накрест положенные серебряные меч и стрела, остриями вниз, под ними серебряная подкова, шипами вверх, а над ними золотой полумесяц рогами влево и золотая же восьмиугольная звезда. Щит увенчан дворянской короной (дворянский шлем и намёт отсутствуют). Вокруг щита фигурная виньетка.
2. Герб Алексея Фёдоровича Турчанинова: в золотом поле щита серая цапля, а над ней серое орлиное крыло. Щит увенчан коронованным дворянским шлемом. Нашлемник: три страусовых пера. Цветовая гамма намёта не определена[5].

#### Герб. Часть I. № 105
В щите имеющем голубое поле, изображено серебряное Стропило, с наложенным на него Крестом трилистной по концам фигуры; около сего стропила видны два золотые Полумесяца, и третий в нижней части, обращённые первые два к сторонам, а последний к подошве щита.
Щит увенчан обыкновенным дворянским шлемом, украшенным двумя голубыми распростёртыми крыльями, на которых повторены два восходящие золотые полумесяца. Намёт на щите с правой стороны голубой, а с левой красный, подложенный золотом и серебром.

#### Диплом от 13 ноября 1783 г.

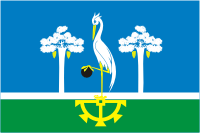

Герб Алексея Фёдоровича Турчанинова: щит поделён горизонтально на две половины. В верхней половине, в золотом поле, орлиное крыло. В нижней половине в синем поле серебряная цапля, держащая в правой лапе камень.

#### Геральдика
Владелец печати Александр Александрович Турчанинов, сын турецкого офицера, в 1737 году был взят в плен под Очаковым в возрасте 9 лет, крещён и принят ко двору. С 1754 года камердинер наследника престола, с 1758 года подпоручик голштинского флота, 22 января 1762 года пожалован дворянством, чином полковника и должностью обер-камердинера. Жалованная грамота давалась дважды — в 1762 и 1797 годах.
Из текста жалованной грамоты следует, что орлиное крыло помещено в герб в знак императорской милости, а цапля, как символ того, что он бдением своим многие к Нам, так и государству услуги оказал. В формальной геральдике журавль (в данном случае назван цаплей) часто трактовался как символ бдительности.